# 西五家子乡
西五家子乡，是中华人民共和国辽宁省朝阳市朝阳县下辖的一个乡镇级行政单位。

## 行政区划
西五家子乡下辖以下地区：
西五家子村、簸箕掌村、新地村、半截沟村、三道沟村、吐须沟村、雅路沟村、大井村和石片子村。